# Petro Sahaïdatchnyi

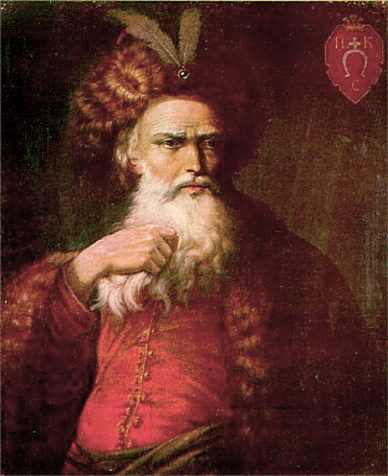
Petro Sahaïdatchnyi sur une vue idéelle.

Petro Sahaidatchny, (en ukrainien : Петро Сагайдачний), né en 1570 à Kulchyntsi et mort le 20 mars 1622 à Kiev), fut hetman d'Ukraine de 1614 à 1622, chef politique et civil. Ses troupes ont joué un rôle important dans la bataille de Khotin contre les Ottomans en 1621. Il a transformé la cosaquerie en une formation militaire régulière et affecta le caractère étatiste à l'ensemble du mouvement cosaque.

## Biographie
Petro Sahaïdatchny est né dans le village de Kulchyntsi, Galicie (le royaume de Pologne-Lituanie - aujourd'hui l'oblast de Lviv, Ukraine) dans une famille de la noblesse d'Ukraine. Il a reçu le surnom de Sahaidachny, qui était un rang militaire cosaque équivalent à un otaman au XVe siècle. Il étudia à l'Académie d'Ostroh en Volhynie, avec Meletyi Smotrytskyi, auteur du livre Hramatyka, dans lequel plusieurs générations d'Ukrainiens, Moscovites et Biélorusses apprirent les langues slaves.
Sous son contrôle, les cosaques participèrent à des campagnes contre les Tatars de Crimée et les Turcs. L'Armée captura une forteresse turque, Varnu, brûla et détruisit 10 000 hommes de la marine turque, et libéra une masse de chrétiens emprisonnés, dans la ville de Kaffa (Theodosia).

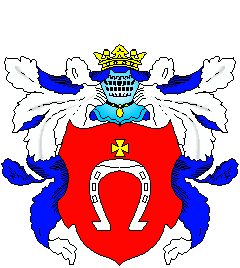
Les armoiries de la famille Pobuh, dont Petro Sahaidachnyi était membre.

En 1618, Sahaidatchny rejoint la Sainte Ligue dans la lutte contre les Turcs. Les Polonais-Lituaniens étant en guerre non seulement avec les Tatars et les Turcs, mais également avec la Russie, ils demandèrent à Sahaidatchny de se joindre à eux ; ils voulaient qu'il envoya 20 000 de ses Cosaques soutenir Władysław IV Wasa, le roi polono-lituanien, près de Moscou. Afin d'éviter tout conflit avec les Polonais, Sahaidatchny convint de réduire le nombre de Cosaques enregistrés à 300 hommes, d'interdire les raids en mer non autorisés, et accepta le droit du roi polonais de confirmer les officiers cosaques proposés par Sahaidatchny.
Non seulement Sahaidatchny s'investit pour le contrôle des Cosaques d'Ukraine, mais il se battit également pour les droits religieux et culturels du peuple ukrainien. En 1620, lui et toute l'Armée Zaporogue s'inscrivirent comme étudiants à l'École de la Fraternité de l'Épiphanie de Kiev, qui a précédé l'actuelle Académie de Petro Mohyla de cette ville ; ceci dans le but de protéger l'école orthodoxe d'une conversion en un collège jésuite. Il contribua également à la création d'un centre culturel à Kiev et chercha à unir les Cosaques militaires avec le clergé et la noblesse de l'Ukraine.
En 1620, Sahaidatchny convainquit le patriarche Théophane III de Jérusalem, qui venait de rentrer de Moscou, de reconstruire la hiérarchie orthodoxe, qui avait été presque détruite par la création de l'Église grecque-catholique. Le patriarche nomma Iov Boretsky comme évêque métropolitain de Kiev et cinq autres évêques, dans le même temps. Parce que les Polonais-Lituaniens avaient menacé d'arrestation Teophanes III comme espion, Sahaidatchny lui garantit sa protection. Après l'installation du nouveau métropolite et des évêques, Sahaidatchny escorta le patriarche à la frontière ottomane avec une armée de 3 000 cosaques.
Le Royaume polonais-lituanien accepta cette nomination, car il voulait garder un contact étroit avec Sahaidatchny après la défaite de l'armée polonaise face aux Turcs lors de la bataille de Cecora. 
La politique modérée à l'égard de la Pologne de Sahaidatchny provoqua un mécontentement parmi les Cosaques, et en 1620, ils élurent Yatsko Borodavka comme hetman. En 1621 se déroula la célèbre bataille de Khotin, pendant laquelle une armée cosaque de 30 000-40 000 hommes sous le commandement de Sahaidatchny, supporta l'armée polono-lituanienne de l'hetman Jan Karol Chodkiewicz ; ensemble ils tinrent en respect les armées du sultan turc, Osman II, pendant un mois, jusqu'à la première neige d'automne et contraignirent Osman à se retirer. Sahaidatchny et son armée jouèrent un rôle important dans la bataille, obligeant les Turcs à signer un traité de paix défavorable.
Au cours de la bataille, Sahaidatchny fut grièvement blessé. Après la bataille, le roi polonais récompensa Sahaidatchny et son armée pour le service rendu à la Pologne.
Le 20 mars 1622, Sahaidatchny décéda à Kiev des suites d'une blessure reçue lors de la bataille de Khotin, et fut enterré dans le monastère Bratsky de Kiev. Il a laissé ses biens à la fraternité des écoles de Kiev et à Lviv. Son prestige était tel qu'une forte majorité de la population de Kiev participa à ses funérailles.

## Hommage
Son nom a été donné à la frégate Hetman Sahaydatchniy (F130) de la marine ukrainienne, navire amiral de celle-ci depuis 1992, à la 45e brigade d'artillerie d'Ukraine.
Une petite icone représentant le  hetman cosaque Petro Sahaïdatchnyi a été ajouté aux autres ornements religieux de la cathédrale de Sainte-Sophie dans la ville de Kiev en Ukraine. Sans dorure, ni pierre précieuse, le militaire du XVIIe siècle est représenté avec une longue barbe grise. L’icone est peinte sur trois planches de bois provenant d’une caisse de munitions retrouvée dans les décombres de la banlieue de Boutcha à Kiev bombardé par les troupes  russes qui ont envahie l’Ukraine en 2022.